# Accomac
Die Accomac (Acco-mac das Land dahinter) waren ein Indianer-Stamm der Algonkin-Sprachfamilie. Sie gehörten der Powhatan-Konföderation an. 1812 verloren sie ihre Identität als eigenständiger Stamm und gingen in verschiedenen anderen Stämmen auf.
Nach den Accomac wurde eine Stadt im US-Bundesstaat Virginia benannt, siehe Accomac (Virginia).